# Jagdgeschwader 138
Jagdgeschwader 138 (dobesedno slovensko: Lovski polk 138; kratica JG 138) je bil lovski letalski polk (Geschwader) v sestavi nemške Luftwaffe.

## Organizacija
- štab
- I. skupina[1]